# Berliet AL
Der Berliet AL war ein nur als Chassis erhältliches PKW-Modell der Fahrzeugherstellers Berliet in Lyon aus dem Jahre 1914. Wegen seiner steuerlichen Einstufung wird es auch als Berliet 22 CV bezeichnet.

## Geschichte und Technik
Das Fahrzeug erhielt seine allgemeine Betriebserlaubnis durch den örtlich und sachlich zuständigen Inspecteur des Mines im Mai 1914. Unklar ist, ob die Serienfertigung des Autos anlief oder infolge des Ausbruchs des Ersten Weltkrieges unterblieb. Wenn überhaupt, so endete sie bald, da Fahrzeuge der Oberklasse wie der Berliet AL in Kriegszeiten nicht gebraucht wurden, sondern der große Motor dieses Fahrzeugs zum Antrieb von dringend benötigten LKW zu verwenden war.
Der Vierzylindermotor hatte eine Bohrung von 100 und einen Hub von 140 mm, also einen Hubraum von 4398 cm³. Steuerlich war das Auto mit 22 CV fiscaux eingestuft, die bei 1580/min. abgegebene effektive Leistung ist in den Quellen nicht angegeben.
Das Getriebe hatte vier Vorwärtsgänge und einen Rückwärtsgang. Der Antrieb erfolgte über eine Kardanwelle auf die Hinterachse. Der Radstand betrug 3,285 m, die Spurweite vorne 1,38 m, hinten 1,35 m.